# WCW Thunder
WCW Thunder (или просто Thunder) е телевизионно предаване по кеч, което е продуцирано от World Championship Wrestling (WCW) и излъчвано ежеседмично всеки четвъртък вечер по TBS от 8 януари 1998 г. до 21 март 2001 г.
Огромната популярност на WCW през 1996 и 1997 г. позволява създаването на ново шоу – WCW Thunder. Thunder е записвано във вторник вечер и излъчвано в четвъртък, промяна за WCW, тъй като Бишоф е повече загрижен за основното шоу – WCW Monday Nitro, което се излъчва на живо всяка седмица.
Правата за Thunder сега принадлежат на WWE. Първите 77 епизода на WCW Thunder са достъпни за онлайн гледане в WWE Network.

## История

### Създаване
Популярността на основното шоу на WCW – Monday Nitro по TNT, кара Тед Търнър да създаде ново шоу, което да бъде наречено Thunder и да се излъчва в четвъртък по TBS.
Изпълнителният вицепрезидент на WCW Ерик Бишоф, първоначално не желае да има още два часа седмично телевизионно шоу по различни причини. Първо, Time Warner (компанията-майка на WCW) е пред замразяване, което попречва на Бишоф да наеме допълнителен персонал, който да реализира шоуто. Второ, той смята, че WCW няма достатъчно кечисти, за да продуцира друго шоу и рискува да ги преекспонира и да направи историите по-малко значими. Трето, според Бишоф, TBS отказва да плати разходите за продукцията на Thunder, които са между 12 и 15 милиона долара годишно.
Бишоф в крайна сметка решава, че може да направи новото шоу и да помогне за покриване разходите за него, чрез увеличаване на приходите от бизнеса с хаус шоута. Бишоф също получава разрешение да подпише с Брет Харт, по-специално като кечист с висок профил, който да се подвизава в Thunder.
Първият мач, който се провежда в Thunder е Крис Адамс срещу Ренди Савидж. Адамс тушира Савидж след удар със стол, който е от Лекс Лугър. Решението за мача е отменено от комисаря на WCW / председателя на изпълнителния комитет Джеймс Дж. Дилън.

### Реклама
Телевизионните реклами за Thunder показват кечисти, като Хълк Хоган, казвайки: „Гледай това, братко!“ и Гиганта: „Това шоу определено изисква болка!“

### Последно предаване
В опит да спаси WCW, Бишоф се опитва да закупи компанията с група инвеститори. Въпреки че предложението му е прието, назначеният изпълнителен директор на Turner Broadcasting Джейми Келнер обявява малко след пристигането си, че Thunder и всички шоута на WCW незабавно са спрени. След това групата на Бишоф оттегля офертата си, тъй като тя зависи от това да се запази излъчването на WCW на някакъв пазар. Търговските марки на WCW и някои активи (като видео библиотеката и договорите на 24 кечиста), макар и не самата компания (която съществува като юридическо лице до 2017 г., собственост на Time Warner под името Universal Wrestling Corporation), са закупени от WWF, неин дългогодишен конкурент.

### 2000 – 2001
Thunder се премества от четвъртък вечер в сряда на 12 януари 2000 г. От както шоуто на WWF Разбиване дебютира по UPN в същия интервал от време като Thunder, WCW конкурира WWF в рейтингите в четвъртък, както и в понеделник. WWF също има леко предимство, като Разбиване е достъпно за излъчване навсякъде и кабелна телевизия не е необходима за шоуто.
На 9 октомври 2000 г. WCW премества записите на Thunder в понеделник вечер, същата нощ като Nitro. След приключване на предаването на живо на Nitro, записите на Thunder започват. Тази практика продължава до 19 март 2001 г., когато Thunder записва последния си епизод. Съобщено е, че мотивите зад записите в понеделник са, че посещаването на записите на Thunder е намаляло значително през последните 21 месеца.

### Цветова схема
Thunder използва предимно синя цветова схема за своите графики и дизайн на ринга. Дизайн, който по-късно е прекопиран от Разбиване и Impact!, в сравнение с предимно червените дизайни на шоуто Първична сила и Nitro.